# 23. maj
23. maj er dag 143 i året i den gregorianske kalender (dag 144 i skudår). Der er 222 dage tilbage af året.
Dagens navn er Desiderius.

### Begivenheder
Født - Dødsfald
- 1565 - Kostskolen Herlufsholm ved Næstved grundlægges i et tidligere benediktinerkloster.
- 1568 - Nederlandene erklærer sig uafhængig af Spanien.
- 1576 - Tycho Brahe får foræret øen Hven, hvor han går i gang med at bygge observatoriet Uranienborg.
- 1618 - Den østrigske kejser Matthias' statholdere Vilhelm Slavata og Jaroslav Martinitz bliver smidt ud ad vinduet fra borgen Hradcyn i Prag, hvilket giver stødet til det bøhmiske oprør - og efterfølgende Trediveårskrigen.
- 1813 - Simón Bolívar indtager Mérida som starten på invasionen af Venezuela, og han omtales om "Befrieren" - "El Libertador".
- 1873 - Kroner og øre afløser rigsdaler og skilling. Skandinaviske Møntunion dannes.
- 1887 - De franske kronjuveler sælger for 6 millioner francs (og det var mange penge den gang).
- 1903 - Rom og Paris forbindes ved telefon.
- 1915 - Italien erklærer Østrig-Ungarn krig og indtræder dermed i første verdenskrig.
- 1923 - Det belgiske luftfartselskab Sabena dannes.
- 1926 - Libanon bliver en selvstændig republik.
- 1927 - Charles Lindbergh modtager ordenen Æreslegionen af Frankrig.
- 1934 - Parret Bonnie og Clyde, som er efterlyst for mord og røveri, lokkes i baghold ved Gibland i Louisiana, hvor de skydes af politifolk.
- 1939 - Ved en folkeafstemning forkastes forslaget til ny grundlov i Danmark.
- 1949 - Den tyske Forbundsrepublik træder formelt i kraft med Bonn som hovedstad. Tysk grundlovsdag.
- 1951 - Syttenpunktsoverenskomsten mellem Folkerepublikken Kina og repræsentanter for Tenzin Gyatso (den 14. Dalai Lama) underskrives.
- 1960 - Israels premierminister David Ben-Gurion bekendtgør, at naziforbryderen Adolf Eichmann er pågrebet.
- 1969 - Den første rockopera, Tommy, udgives af gruppen The Who.
- 1973 - Købmagergade i København bliver gågade.
- 1975 - Togkollision i Borup.
- 1981 - Præsident François Mitterrand udnævner for første gang i 25 år en socialdemokratisk regering i Frankrig.
- 1988 - Bille August modtager Den Gyldne Palme ved filmfestivalen i Cannes for sin film Pelle Erobreren.
- 1992 - Den italienske mafia-jæger Giovanni Falcone bliver dræbt sammen med sin hustru og tre livvagter, da 1000 kg sprængstof anbragt under hans bil bringes til eksplosion.
- 1995 - Serbiens præsident Slobodan Milosevic nægter at anerkende Bosnien-Hercegovina til gengæld for ophævelse af sanktionerne mod resten af Jugoslavien.
- 1997 - Den centristiske politiker Mohammad Khatami blev valgt til præsident i Iran
- 2000 - Prins Henrik og Dronning Margrethe indleder statsbesøg i Rumænien.
- 2001 - Prinsesse Alexandra udnævnes til ærespræsident for UNICEF.
- 2003 - Folketinget ophæver Peter Brixtoftes immunitet, så han kan blive sigtet for sin embedsførelse som borgmester i Farum Kommune.
- 2024 - FN's generalforsamling vedtager, at 11. juli skal være officiel mindedag for Srebrenica-massakren.

### Født
- 1053 - Filip 1., fransk konge (død 1108).
- 1707 - Carl von Linné, svensk botaniker og zoolog (død 1778).
- 1733 - Franz Anton Mesmer, østrigsk læge (død 1815).
- 1741 - Andrea Luchesi, italiensk komponist (død 1801).
- 1834 - Carl Bloch, dansk maler (død 1890).
- 1848 - Otto Lilienthal,  tysk ingeniør og flyvepioner (død 1896).
- 1883 - Douglas Fairbanks, amerikansk skuespiller (død 1939).
- 1885 - Rasmus Christiansen, dansk skuespiller (død 1964).
- 1891 - Pär Lagerkvist,  svenske forfatter og modtager af Nobelprisen i litteratur (død 1974).
- 1917 - Preben Lerdorff Rye, dansk skuespiller (død 1995).
- 1919 - Betty Garrett, amerikansk skuespillerinde (død 2011).
- 1925 - Joshua Lederberg, amerikansk molekylærbiologi (død 2008).
- 1925 - Rigmor Mydtskov, dansk hoffotograf (død 2010).
- 1927 - Lennart von Lowzow, dansk orlogskaptajn (død 2019).
- 1933 - Joan Collins, britisk skuespiller.
- 1936 - Ester Larsen, dansk cand.phil., lærer, politiker og tidligere minister.
- 1939 - Bende Harris, dansk skuespiller.
- 1940 - Lone Dybkjær, dansk civilingeniør, folketingsmedlem og tidligere minister.
- 1945 - Benny Schumann, dansk cirkusartist.
- 1947 - Anne Braad, dansk præst (død 2008).
- 1949 - Asger Schnack, dansk digter.
- 1951 - Anatoly Karpov, russisk skakspiller.
- 1951 - Antonis Samaras, græsk politiker.
- 1958 - Drew Carey, amerikansk skuespiller.
- 1958 - Ole Krohn, dansk journalist og redaktør.
- 1965 - Christine Antorini, dansk faglig sekretær og folketingsmedlem.
- 1969 - Natasha Arthy, dansk filminstruktør.
- 1971 - Jesper Wung-Sung, dansk forfatter.
- 1972 - Rubens Barrichello, brasiliansk racerkører.
- 1982 - Malene Mortensen, dansk jazzsanger.
- 1983 - Anne Loft, dansk håndboldspiller.

### Dødsfald
- 1125 - Henrik 5., tysk-romersk kejser (født 1081).
- 1857 - Augustin Louis Cauchy, fransk matematiker (født 1789).
- 1865 - Rasmus Sørensen, dansk politiker og skolelærer (født 1799)
- 1883 - Cyprian Kamil Norwid, polsk romantisk digter (født 1821).
- 1906 - Henrik Ibsen, norsk dramatiker (født 1828).
- 1937 - John D. Rockefeller, Sr., amerikansk iværksætter (født 1839).
- 1945 - Heinrich Himmler, tysk nazistisk leder (født 1900) - selvmord.
- 1967 - Lauritz Ritzau, dansk direktør (født 1885).
- 1994 - Joe Pass, amerikansk jazzguitarist (født 1929).
- 1998 - Ebbe Rode, dansk skuespiller (født 1910).
- 2010 - Simon Monjack, engelsk filminstruktør (født 1970).
- 2016 - Vera Henriksen, norsk forfatterinde (født 1927).
- 2017 - Roger Moore, engelsk skuespiller (født 1927)

|  | Denne datoartikel kan blive bedre, hvis der indsættes et (bedre) billede Du kan hjælpe ved at afsøge Wikimedia Commons for et passende billede eller uploade et godt billede til Wikimedia Commons iht. de tilladte licenser og indsætte det i artiklen. |